# There Goes My Heart Again
"There Goes My Heart Again" is een nummer geschreven en uitgevoerd door de Amerikaanse rock-'n-rollzanger Fats Domino uit 1963.
In sommige uitgaven van het nummer wordt de titel geschreven als "There Goes (My Heart Again)". In Domino's eigen Verenigde Staten was de single maar matig succesvol, met een 59e plek in de Billboard-hitlijst als hoogste positie. In Europa was het nummer succesvoller. In de hitlijst van het Nederlandse Muziek Expres haalde het nummer de vijfde plek en in Vlaanderen de negende.
Het nummer is in 2001 gecoverd door Jan Keizer voor zijn Going back in time-albumreeks.

## NPO Radio 2 Top 2000
| Nummer met noteringen in de NPO Radio 2 Top 2000 | '06  | '07  |
| ------------------------------------------------ | ---- | ---- |
| There Goes My Heart Again                        | 1732 | 1696 |

1. ↑  Een vetgedrukt getal geeft de hoogste notering aan.
2. ↑  2006 was het eerste jaar met een notering voor dit nummer.
3. ↑  Deze tabel is bijgewerkt tot en met de laatste editie (2024).